# 鹿港公會堂
24°03′27″N 120°25′55″E / 24.057520°N 120.431875°E
鹿港公會堂是位在臺灣彰化縣鹿港鎮的縣定古蹟，公告於2000年7月14日。公會堂位置過去是廈郊會館與供奉蘇府王爺的萬春宮所在地，後拆除興建公會堂；於2010年改為鹿港藝文館使用。

## 歷史背景
建設起源：
大正八年（1919年）陳懷澄繼莊士哲擔任鹿港區長，翌年十月轉任街長，共任職十二年。陳懷澄將其祖父陳克勸與廈郊商人集資興建的萬春宮與廈郊會館拆除，以供當時人口已有36000多人的鹿港街聚會使用。之後，公會堂於昭和三年（1928年）8月舉行上棟式，11月4日舉行落成式。根據〈鹿港公會堂記〉的記載，工程費用的15650圓有12000圓由鹿港街役場支付，餘款則由如辜顯榮、鹿港信用組合、新高製糖會社、明治製糖會社溪湖工場等仕紳商賈捐款4115元；拆卸古廟的材木、古甎等值約4850圓，供用者不計在上列費用之中。
戰後用途：
二站改稱「中山堂」，曾作為中國國民黨鹿港區黨部辦公室。
1980年地方居民募款重修公會堂，隔年1月20日正式使用，成為鹿港老人會館。
2007年因老舊進行整修，老人會不滿搬遷。。最後工程仍得以進行。
2010年：修復完成，轉型為鹿港藝文館。

## 建築設計
設計風格：
梁柱系統為鋼筋混凝土，屋架為木結構與鋼桁架。
屋瓦為水泥瓦，外牆飾有洗石子。
受裝飾藝術（Art Deco）影響，使用傳統日本入母屋屋頂形式。
建築內部設有六角釉面磚，結合台灣傳統元素。
材料使用原有的萬春宮的舊材部分重新利用於公會堂建設。

## 其他
萬春宮因興建鹿港公會堂而被拆掉的萬春宮創建於乾隆卅四年（1769年），日治時期鹿港廈郊解散後香火衰微，此外在明治廿九年（1896年）曾被改為郵局暨辦事人員宿舍。而在萬春宮被拆毀後，廟中神像等文物被安置到同樣與慶昌行陳家關係密切的鹿港鳳山寺裡面。